# Friedrich Guimpel
Friedrich Guimpel (Berlino, 1º agosto 1774 – 17 gennaio 1839) è stato un botanico, incisore e illustratore tedesco.

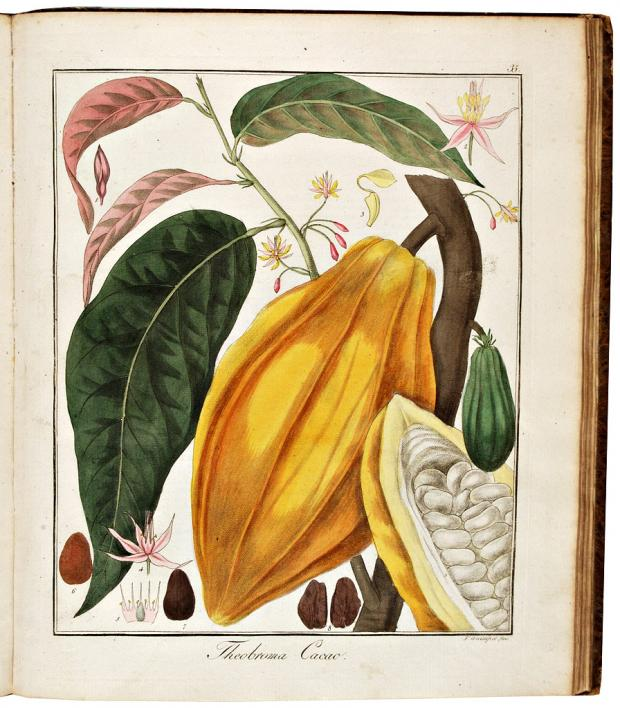
Piatto botanico di Theobroma cacao di Friedrich Guimpel dal Getreue Darstellung und Beschreibung der in der Arzneykunde gebräuchlichen Gewächse di Hayne.

Artista e professore presso l'Accademia delle Arti di Berlino, collaborò con diversi botanici rinomati nella creazione di opere botaniche illustrate.
La specie Berberis guimpelii fu nominata in suo onore da Karl Koch e Carl David Bouché.

## Opere principali
- Abbildung der deutschen holzarten für forstmäner und liebhaber der botanik, 1815 – 1820 (con Friedrich Gottlob Hayne; Karl Ludwig Willdenow).
- Abbildung der fremden, in Deutschland ausdauernden holzarten für forstmänner, garten besitzer und für freunde der botanik, 1825 (con Friedrich Gottlob Hayne; Christoph Friedrich Otto).
- Abbildung und Beschreibung aller in der Pharmacopoea Borussica aufgeführten Gewächse, (con Diederich Franz Leonhard von Schlechtendal).
- Pflanzen-Abbildungen und Beschreibungen zur Erkenntniss officineller Gewächse, 1838 (con Johann Friedrich Klotzsch).[2]